# 阿历克塞·阿波考寇斯
阿历克塞·阿波考寇斯（？—1345年6月11日）是安德洛尼卡三世和约翰五世两位皇帝在位期间拜占庭帝國的政治家和军事将领，享有大都督头衔。阿波考寇斯早年靠皇帝约翰六世·坎塔库泽努斯的举用成为了拜占庭帝国的政要，不过在1341年－1347年爆发的拜占庭帝国内战中，他與约翰十四世普世牧首一起，成為支持约翰五世皇帝派別的領導人之一，反對他曾經的恩主。1345年阿波考寇斯在視察一座新建立的監獄時，遭到囚犯以私刑殺害。